# Blauwverver
Een blauwverver is iemand die, bijvoorbeeld gebruikmakend van de kleurstof indigo, kleding blauw verft, bijvoorbeeld een pak, tot op het zwarte af. Kleding laten verven was goedkoper dan nieuwe kleding aanschaffen. Vroeger werd dit veel gedaan, meestal als men 'in de rouw was'. De rouwperiode na het overlijden van een persoon kon tot wel maanden duren.
Het oude ambacht wordt nog weleens op braderieën getoond.
In Bergen op Zoom herinnert de Blauwehandstraat nog aan dit oude ambacht. Ook in  Winterswijk bestaat de straat genaamd Blauwverver.